# Mimodesisa bimaculata
Mimodesisa bimaculata är en skalbaggsart som beskrevs av Stefan von Breuning och De Jong 1941. Mimodesisa bimaculata ingår i släktet Mimodesisa och familjen långhorningar. Inga underarter finns listade i Catalogue of Life.